# Hammarby kyrka, Södermanland
Hammarby kyrka ligger i Hammarby nordost om Eskilstuna. Den tillhör idag Kafjärdens församling, där den är den minsta kyrkobyggnaden.

## Kyrkobyggnaden
Kyrkan består av ett rektangulärt långhus med korparti i öster, sakristia i norr och torn i väster.
Samtliga byggnadsdelar har tak belagda med träspån. Långhuset, koret och sakristian har varsina sadeltak, medan tornet har en fyrsidig svängd huv i två avsatser. Torntaket kröns av ett kors på en kula, som båda är av kopparplåt.
Ursprungliga kyrkan byggdes förmodligen på 1100-talet. Av denna kvarstår torn och långhus. Under 1300-talet förlängdes kyrkan och försågs med tunnvalv av trä. På 1400-talet ersattes dessa av de nuvarande tegelvalven. På 1770-talet flyttades kyrkklockorna upp i tornet från att tidigare ha hängt i en klockstapel.

## Inventarier
- En dopfunt i kalksten härstammar från 1100-talet.
- Ett triumfkrucifix är från 1300-talet.
- Predikstolen är byggd 1612 och är den äldsta i landskapet.

### Orgel
- Före 1956 användes ett harmonium i kyrkan.
- Orgeln med fem stämmor är tillverkad 1956 av Setterquist & Son och installerad vid en restaurering 1953–1954. Orgeln är pneumatisk. Den är inte i bruk.

| Manual        | Pedal   |
| Gedackt 8’    | Bihängd |
| Principal 4’  |         |
| Kvintadena 4’ |         |
| Oktava 2'     |         |
| Mixtur 3 chor |         |

- 1984 köper man in en orgel från Kjula kyrka. Den var byggd 1970 av Walter Thür Orgelbyggen, Torshälla. Orgeln är mekanisk.

| Manual       |
| Gedackt 8’   |
| Rörflöjt 4’  |
| Principal 2' |
| Oktava 1'    |

### Webbkällor
- byggnadspresentation
- Kafjärdens församling informerar om Hammarby kyrka